# Valeri Korolenkov
Valeri Ivanovitch Korolenkov (en russe : Валерий Иванович Короленков), est un footballeur soviétique puis russe né le 17 mai 1939 à Moscou et décédé le 10 décembre 2007 dans la même ville. Il évoluait au poste de milieu de terrain.

## Biographie

### En équipe nationale
International soviétique, il reçoit 5 sélections en équipe d'Union soviétique entre 1963 et 1964. 
Il joue son premier match en équipe nationale le 22 mai 1963 contre la Suède et son dernier le 13 mai 1964 contre la même équipe.
Il fait partie du groupe soviétique qui termine finaliste de l'Euro 1964.

## Carrière
- 1957 :  Lokomotiv Moscou
- 1958-1967 :  Dynamo Moscou
- 1968-1969 :  Dinamo Makhatchkala

## Palmarès
Avec le Dynamo Moscou :
- Champion d'URSS en 1959 et 1963
- Vainqueur de la Coupe d'URSS en 1967

Avec l'URSS :
- Finaliste de l'Euro 1964